# لینکلن، شهرستان آرناک، میشیگان
لینکلن (به انگلیسی: Lincoln Township) یک منطقهٔ مسکونی در ایالات متحده آمریکا است که در شهرستان ارناک، میشیگان واقع شده‌است.
 لینکلن ۵۴٫۸ کیلومتر مربع مساحت و ۹۴۲ نفر جمعیت دارد و ۱۹۳ متر بالاتر از سطح دریا واقع شده‌است.